# 樋脇町市比野
樋脇町市比野（ひわきちょういちひの）は、鹿児島県薩摩川内市の大字。旧薩摩国薩摩郡樋脇郷市比野村、薩摩郡樋脇村大字市比野、薩摩郡樋脇町大字市比野。郵便番号は895-1203。人口は3,250人、世帯数は1,353世帯（2020年10月1日現在）。
市比野にある市比野温泉は江戸時代より名湯として知られ、薩摩藩主島津光久によって整備され湯治場として栄えた。

## 地理
薩摩川内市のほぼ中央部、川内川支流市比野上流域に位置しており、旧樋脇町の南部の多くを占めている。字域の北方には薩摩川内市樋脇町塔之原、南方には日置市東市来町養母、鹿児島市郡山岳町、東方には薩摩川内市入来町浦之名、西方には薩摩川内市永利町、薩摩川内市百次町、いちき串木野市冠嶽がそれぞれ隣接している。
市比野地区の北部は低地の沖積平野となっており、周辺の山地から流入したシラス質の堆積物で覆われ、小盆地の形状となっている。市比野地区の南東部と野下地区、藤本地区はシラス台地や山地が迫る谷が多い地域である。
字域の北部には宝永年間に島津光久が来遊したときに初めて温泉浴場を開いたとされている市比野温泉には公衆浴場や旅館などがある。

### 河川
- 川内川水系市比野川
  - 城後川
  - 武田川

## 歴史

### 先史時代
市比野においては弥生時代の「高おかみ神社」及び「宇都遺跡」が発見されており、高おかみ神社からは翡翠の勾玉が1979年（昭和54年）に発見された。また、宇都遺跡では磨製石斧が1個出土した。

### 市比野の成立
市比野は平安時代から見える地名であり、薩摩国入来院のうちであった。市比野浦、市比野名、市比野村とも称されていた。
「延喜式」によれば薩摩国駅馬（兵部省駅馬、伝馬の条）に「檪野」（いちのの）駅とあり、駅は延暦23年（804年）に新設されたとされる。これは現在の市比野に比定されているが、入来町浦之名の新留峠下の市野々であろうという説もある。

### 中世の市比野
長寛2年（1164年）には新田八幡宮領として「市比野浦」が見え、建久8年（1197年）の「薩摩国図田帳」には新田八幡宮が所有する社領は15町であった。宝治元年（1247年）頃から渋谷氏（入来院氏）が支配を置こうとしていたが、鎌倉時代までは渋谷氏は当地を完全に支配していたわけではなく、相伝の所職であったとされている。
鎌倉時代末期頃は公的には新田八幡宮領となっていた。南北朝時代になると渋谷氏の支配が強化され、貞治7年（1368年）の渋谷重成の譲状案に「薩摩国入来院内市比野名主職」と見え、以降市比野は渋谷氏相伝の土地となった。応永2年（1395年）から応永4年（1397年）にかけて、薩摩守護である島津伊久と大隅守護である島津元久の軍は渋谷氏を攻め市比野城を攻め落とした。
一時的に国分氏・執印氏の一族で、惟宗師久の子孫といわれる旧市比野名主を当地に復させるが、その後入来院全域が渋谷氏の所領となった。その後永禄12年に入来院氏が島津氏に降りるまで続いた。文禄年間に行われた検地後は島津氏の直轄領となった。天文8年（1539年）には市比野の前之園屋敷において入来院重聡と島津貴久が会談を行い、入来院氏と島津氏の友好盟約が結ばれた。

### 近代の市比野

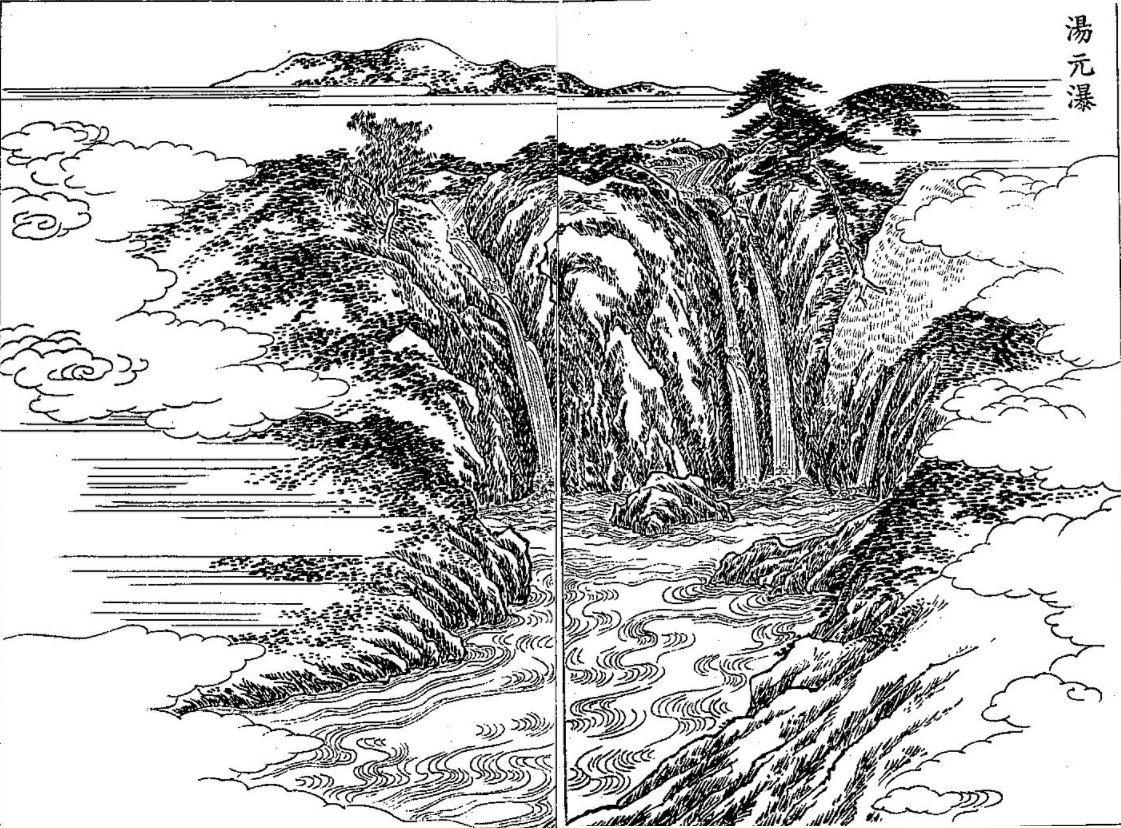
湯元瀑（現在の湯之滝、三国名勝図会）

江戸時代には薩摩国薩摩郡樋脇郷（外城）のうちであった。村高は「天保郷帳」では2,769石余、「三州御治世要覧」では2,351石余、「旧高旧領取調帳」では2,560石余であった。
文禄年間に行われた検地以後は島津氏の直轄領となっていたが、慶長18年（1613年）に入来院重高の領地となった。万治2年（1659年）には入来院から分離し再び薩摩藩直轄領となり、新たに画された清敷郷のうちとなった。延宝9年（1681年）に清敷郷は樋脇郷に改称した。
江戸時代になり平和となったことから人口が増加し、薩摩藩においても開田事業が盛んに行われた。市比野では寛文9年（1669年）に市比野新田の開拓が始められ、藤本から流れる木場川から導水した用水によって宇都・和田・三角に約100町歩の田圃が開拓された。
宝永年間（1704年～1711年）には薩摩藩主島津光久によって市比野川と城後川が合流する付近に温泉浴場が整備され、温泉場として有名となった。疝癪や脚気に効くとされ、鹿児島方面からの湯治客が多かったとされる。薩摩藩の地誌である「三国名勝図会」には市比野温泉及び湯元瀑について以下のように記述されている。

市比野温泉 市比野村にあり、往昔寛陽公當邑に過臨し、田獵の日浴湯し玉へるとて、今に至り、農民樵夫温泉の邊には跣足にして至り、草鞋を著ることを戒む、近古までは、村里の農民耕耨の労を治する爲に浴場せしが、漸々良湯の名廣まりて、頃年近邑あいふに及ばず、本府よりも來りて入浴の徒多く、或は百人に近し、温泉清澄にして、茶を煎して其味少しも變ぜす、然れども灰汁湯なりともいひ、亦明礬湯なりとも稱ず、能疝癪及び脚気等の諸病を治すといへり、温泉の中、下之湯上之湯と號して、其間六十歩許相隔て、二所にあり、下之湯は樋脇川の上流、市比野川の岸畔、巖石の際より出づ、温泉一竅より湧出て、湯勢甚壮なり、又傍の巖隙よりも少しつゝ處々に沸出せり、川に臨んで、湯池三を設く、其一は四周石にて築く、此湯池は往昔より在り、其二は四周松板にて圍む、頃年是を製す、竹筧にて泉を取り、湯池に注ぐ、亦此外に湯瀑を設く、巖下に池を穿ち、處々より出る泉を池に潴へ筧若干を置て泉を流し、瀑勢をなして、病人の痛處に瀉き打しむ、俗に所謂うたせなり、此川の左右は皆水田なり、温泉の西一町許に湯の崖といへる山あり、此山下より田間川畔に至り、今客舎あり、又上之湯は、下之瀑の南に在り、其温泉は田間に出づ、温泉をさること二歩許にして、其低處に湯池一を設け、此上之湯近邊に客舎を搆ふ、浴客は大抵下之湯に於てす、若浴徒多くして雑沓する時は、上湯に來り浴せり、
湯元瀑　上之湯の東側にあり、上之湯より三十歩許東に當る、即ち市比野川の上なり、瀑高さ二歩許亦同し、土人湯元瀑と號す、上之湯下之湯二泉の流は、皆此川に入る、
—三国名勝図会巻十一
市比野村には郷士はほとんど居住しておらず、米や麦、粟、蕎麦、甘藷、ツバキが栽培されていた農村であった。嘉永元年（1848年）には市比野村の年貢徴収において使用されていた升の規格が徴収の際には古い升が使用され、支出される際には新しい升が使用されているという噂が市比野村の農民の間で広がった。農民の同志が集まり上訴しようとしたところ、役所に察知され4名が流罪となり種子島に流された。明治4年7月14日に廃藩置県が行われ薩摩藩は廃止され、鹿児島県に属することとなった。

### 町村制施行以降
1889年（明治22年）4月1日に町村制が施行されたのに伴い、樋脇郷の区域にあたる塔之原村、市比野村、倉野村の区域より薩摩郡樋脇村が成立した。それまでの市比野村は樋脇村の大字「市比野」となった。1906年（明治39年）には串木野から市比野を経て入来に至る県道が開通し、1923年（大正12年）には伊集院から東市来村養母（現在の日置市東市来町養母）を経て市比野に至る県道の建設が着工されのちに開通し、1925年（大正14年）には塔之原と市比野を結ぶ道路が開通した。
1927年（昭和2年）には南部保安組合連合会の寄付金により市比野に駐在所が設置された。市比野駐在所は1954年（昭和29年）に市比野警察官派出所、1964年（昭和39年）には市比野警察官派出所に改称した。2016年（平成28年）には駐在所の再編が行われ入来町浦之名に新設された薩摩川内東交番に統合された。
1940年（昭和15年）11月10日には樋脇村が町制施行し樋脇町となった。第二次世界大戦中には永照寺に甑島の手打国民学校（のちの下甑村立手打小学校）の生徒が疎開していた。
1951年（昭和26年）には樋脇町役場財務課に大字市比野の区域を管轄する市比野連絡所が設置された。市比野出張所は1986年（昭和61年）には市比野連絡所が市比野出張所に昇格し樋脇町役場総務課の管轄となった。
1968年（昭和43年）7月25日に市比野温泉街において火災が発生した（市比野大火）。樋脇町の消防団が消火活動にあたったが、火の手が大きく近隣の東郷町、入来町の消防団も消火活動のため出動した。市比野温泉街は古い木造家屋が密集した地域であったことから、1万平方メートルの住家43軒、非住家1件が焼失し、44世帯142名が焼け出され、死者は出なかったが6名の負傷者が出た。7月26日には市比野温泉街の区域に災害救助法が適用され、鹿児島県や日本赤十字社からの救援物資の提供や陸上自衛隊による救援活動が行われた。
1985年（昭和60年）には、市比野の専売公社跡地に樋脇町役場の出張所や図書室、郷土資料室を併設した郷土館が設置された。
2004年（平成16年）10月12日に樋脇町が川内市、薩摩郡東郷町、入来町、祁答院町、下甑村、上甑村、里村、鹿島村と新設合併し薩摩川内市が設置された。この市町村合併に伴い設置された法定合併協議会において大字名については「従前の町名を従前の大字に冠したものをもって、大字とする。」と協定され、旧町名である「樋脇町」を従前の大字名である市比野に冠することとなった。
合併当日の10月12日に鹿児島県の告示である「 字の名称の変更」が鹿児島県公報に掲載された。この告示の規定に基づき即日名称の変更が行われ、大字名が「市比野」から薩摩川内市の大字「樋脇町市比野」に改称された。合併に伴い市比野に設置されている樋脇町役場市比野出張所は薩摩川内市役所樋脇支所市比野出張所となったが、2018年（平成30年）9月末を以て薩摩川内市役所樋脇支所市比野出張所は廃止された。

## 人口
以下の表は国勢調査による小地域集計が開始された1995年以降の人口の推移である。
| 年                 | 人口  |
| ------------------ | ----- |
| 1995年（平成7年）  | 3,157 |
| 2000年（平成12年） | 4,275 |
| 2005年（平成17年） | 4,180 |
| 2010年（平成22年） | 3,935 |
| 2015年（平成27年） | 3,590 |
| 2020年（令和2年）  | 3,250 |

## 産業
2015年（平成27年）の国勢調査によると樋脇町市比野に居住する15歳以上の就業者数は1,593人であり、産業別では多い順に医療・福祉319名、製造業226名、卸売業・小売業224名、建設業117名、農業・林業157名、宿泊業・飲食サービス業130名、生活関連サービス業・娯楽業73名となっている。2014年（平成26年）の経済センサスによれば樋脇町市比野に所在する民営の事業所数は183事業所であり従業者数は1,469名であった。業種別には卸売業・小売業52事業所、建設業14事業所、製造業12事業所の順であった。

### 農業
市比野では1916年（大正5年）に現在の農業協同組合の前身となる市比野信用組合が設立された。市比野信用組合は後述の樋脇煙草収納所の建設補助を始め、石造倉庫を建築して倉庫業務の運営も行った。1938年（昭和13年）に樋脇町信用販売購買利用組合に統合されるが、1948年（昭和23年）に再び農業協同組合として市比野農業協同組合が設立された。しかし農協合併の必要性が強まり、1963年（昭和38年）に樋脇町農協と合併し樋脇町農業協同組合として一本化され、1969年（昭和44年）に樋脇町農業協同組合の市比野支所が設置された。
かつては樋脇ではタバコの栽培がおこなわれており、1934年（昭和9年）に市比野に樋脇煙草収納所が建設された。第二次世界大戦終戦後には煙草の増反が行われた。1969年（昭和44年）には煙草収納所が川内に移転した。
「鹿児島大百科事典」によれば、市比野では茶やミカンの栽培がおこなわれている。

### 商業・観光
市比野には江戸時代に発見されたとされる市比野温泉がある。泉質は明礬湯。無色・無臭で泉温は50度前後である。市比野の温泉は樋脇町時代には樋脇町によって集中管理されていた。
1882年（明治15年）頃には市比野奥山の木材の切り出しが始まり、住居が20戸ほどであった市比野は賑わいを見せるようになった。1906年（明治39年）には浴場の改築を行い温泉場の充実が図られ、塔之原と市比野間の里道が改修されたことから、入浴客が増え賑わいを見せた。その後湯源の発掘が行われ、宿屋、各種商店も次々に開業した。
第二次世界大戦終戦後になると次々と温泉の掘削がなされ、1953年（昭和28年）に丸山温泉、1906年（明治39年）にはグリンランド1号泉、1968年（昭和43年）には下之湯、新開湯2号源、小野湯源、グリンランド2号泉・3号泉が掘削された。1966年（昭和41年）には市比野温泉の旅館経営者が主体となり樋脇町観光協会が結成され、鹿児島の奥座敷として発展した市比野温泉の観光協会としての役割を果たした。観光ブームにより市比野温泉にも大浴場を供えた近代的宿泊施設が建設された。

## 史跡

### 市指定
- 樋脇郷鳥瞰図（有形文化財（歴史資料）） - 樋脇郷土館所蔵[53]
- 上手太鼓踊（無形民俗文化財）[54]
- 野下鎌踊（無形民俗文化財）[54]
- 藤本棒踊（無形民俗文化財）[54]
- 市比野駅の跡（記念物（史跡））[55]
- 玄豊寺跡石塔群（記念物（史跡））[55]
- 阿弥陀殿の岩仏（記念物（史跡））[55]
- 牛鼻の逆修塔群（記念物（史跡））[55]

## 施設

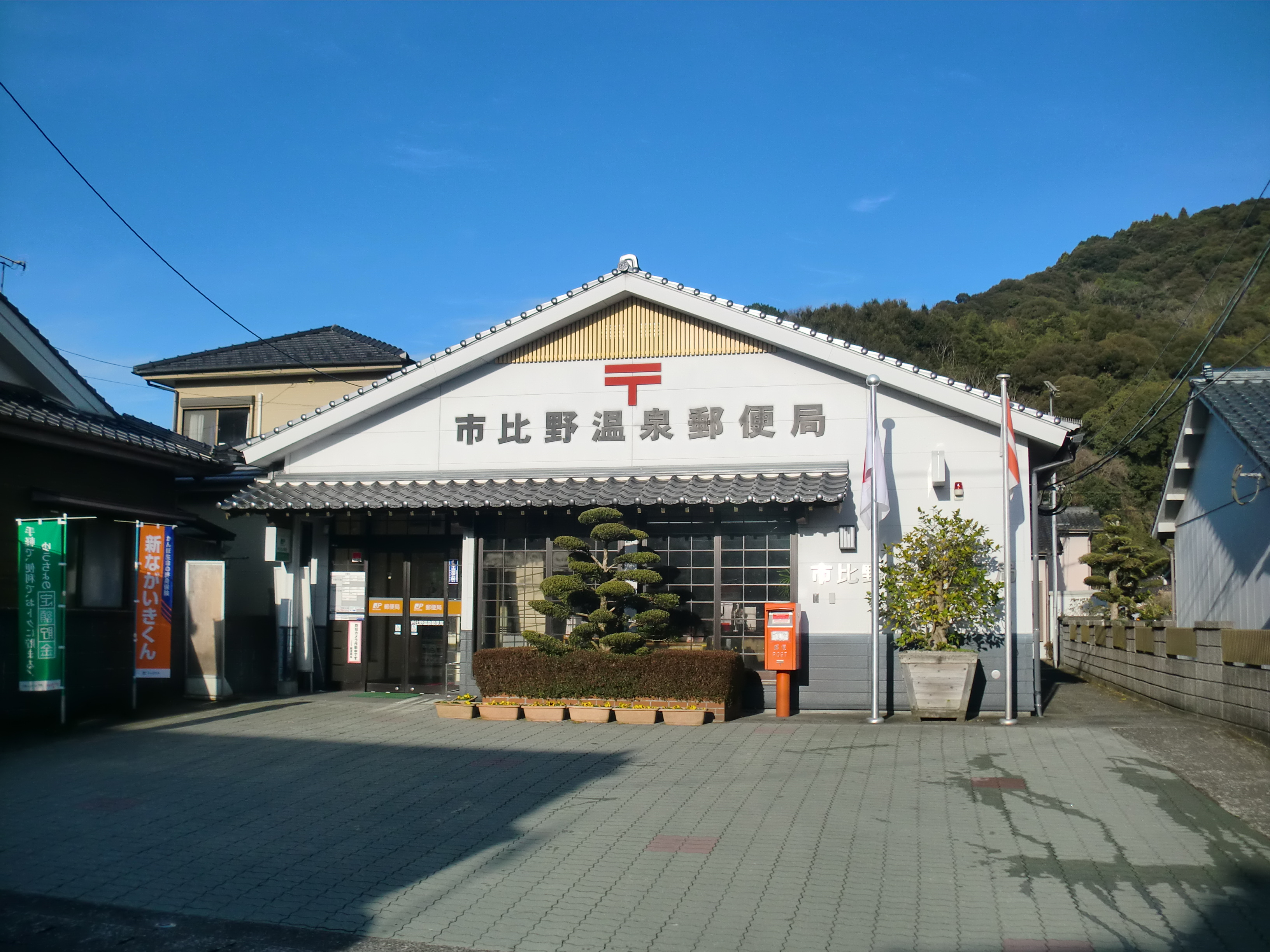
市比野温泉郵便局

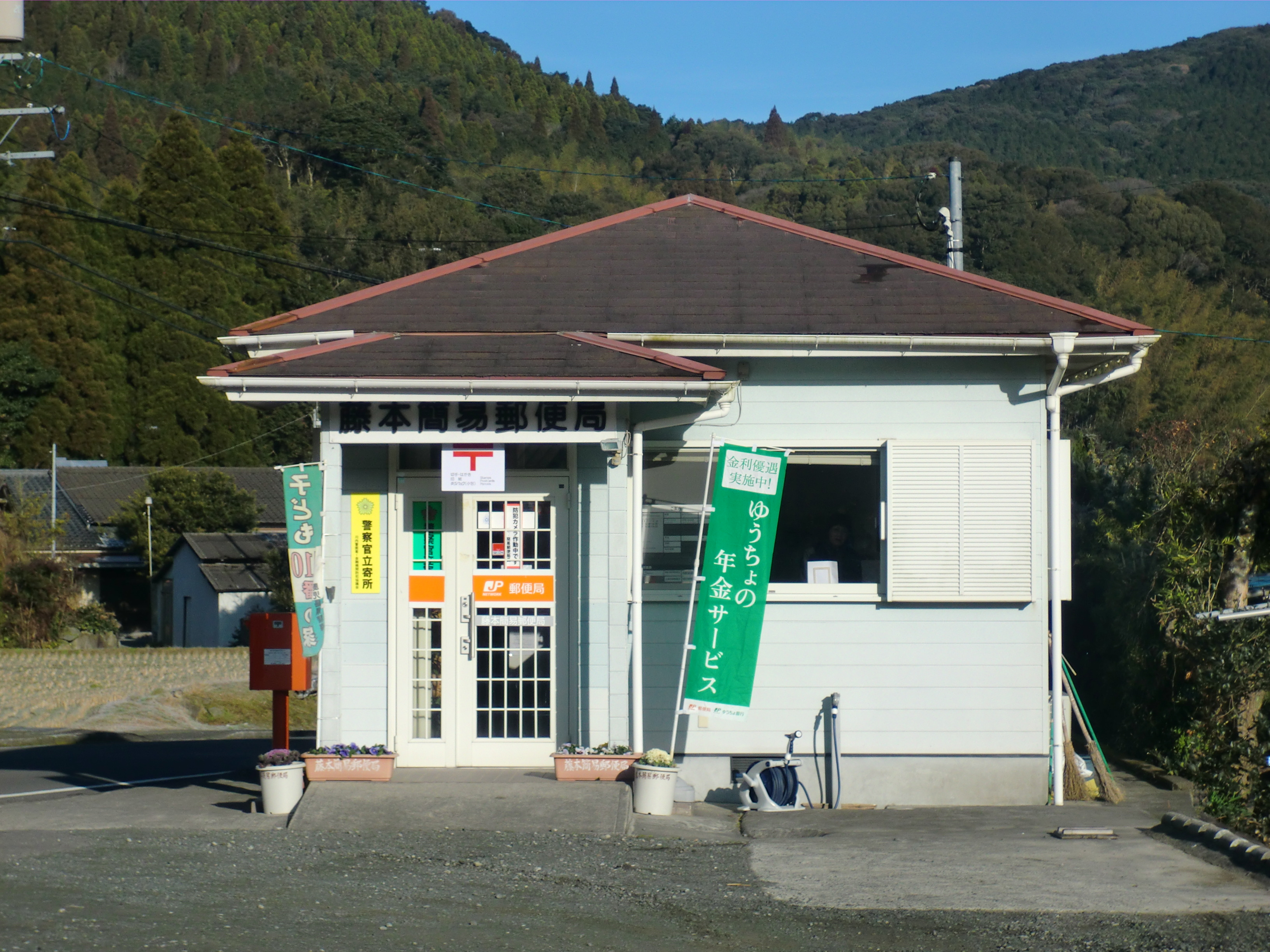
藤本簡易郵便局

### 公共
- 樋脇保健センター[56]
- 樋脇郷土館[57]
  - 薩摩川内市立図書館樋脇分館[58]
- 市比野地区コミュニティセンター[59]
- 藤本地区コミュニティセンター[59]
- 野下地区コミュニティセンター[59]

### 教育
- 薩摩川内市立市比野小学校[60]
- 永照寺保育園[61]
- 諏訪保育園[61]

### 郵便局
- 市比野温泉郵便局[62]
通信機関の設備の必要が叫ばれるようになり請願が行われ、1916年（大正5年）5月1日に市比野郵便局として開局した[63]。1993年（平成5年）に樋脇郵便局に集配業務が移管され、無集配局となった[63]。
- 藤本簡易郵便局[64]
1950年（昭和25年）9月1日開局[65]。
- 野下簡易郵便局[66]
1951年（昭和26年）5月1日開局[65]。

### 寺社
- 菅原神社
永禄12年（1569年）己丑八月六日に創立された神社であり、菅原道真を祭神としている[67]。
- 高おかみ神社
創立年は不詳であるが、平安時代とされている[68]。
- 市比野神社
寛文年間に島津光久によって地方の守護神として勧請された[69]。保食神を祀る[69]。
- 八幡神社
天文22年（1553年）創立の神社である[70]。
- 荒人神社
承応2年（1653年）創立の神社である[70]。
- 盛立神社
創立年不詳[71]。
- 一之宮神社
創立年不詳[71]。
- 日枝神社
創立年不詳[72]。
- 諏訪神社
天正17年己丑六月二十八日創立[72]。
- 智賀尾神社
かつては木造の建屋があったが1975年（昭和50年）頃に石造の祠となった[73]。
- 永照寺
1878年（明治11年）9月26日に市比野説教所として設立され[74]、1900年（明治33年）に寺号が付与され、1907年（明治40年）に寺院が竣工した[75]。
- 大泉寺

## 教育
教育施設は中北部に薩摩川内市立市比野小学校があり、かつては、中部に樋脇町立市比野中学校（1971年閉校）、西部に薩摩川内市立野下小学校（2011年3月閉校）、南部に薩摩川内市立藤本小学校（2013年3月閉校）が所在していた。

### 中学校
「樋脇町立市比野中学校」は、1947年（昭和22年）5月に設立された。市比野小学校、藤本小学校、野下小学校の校区を通学区域としていた。1971年（昭和46年）に過疎化による生徒数の減少に伴い、樋脇町立樋脇中学校と対等合併し新たに樋脇町立樋脇中学校（現在の薩摩川内市立樋脇中学校）が設立され、旧市比野中学校は樋脇中学校の市比野教場となった。1973年（昭和48年）には教場は完全に統合された。
2021年（令和3年）現在、樋脇町市比野の全域が樋脇町塔之原にある薩摩川内市立樋脇中学校の通学区域となっている。

### 小学校

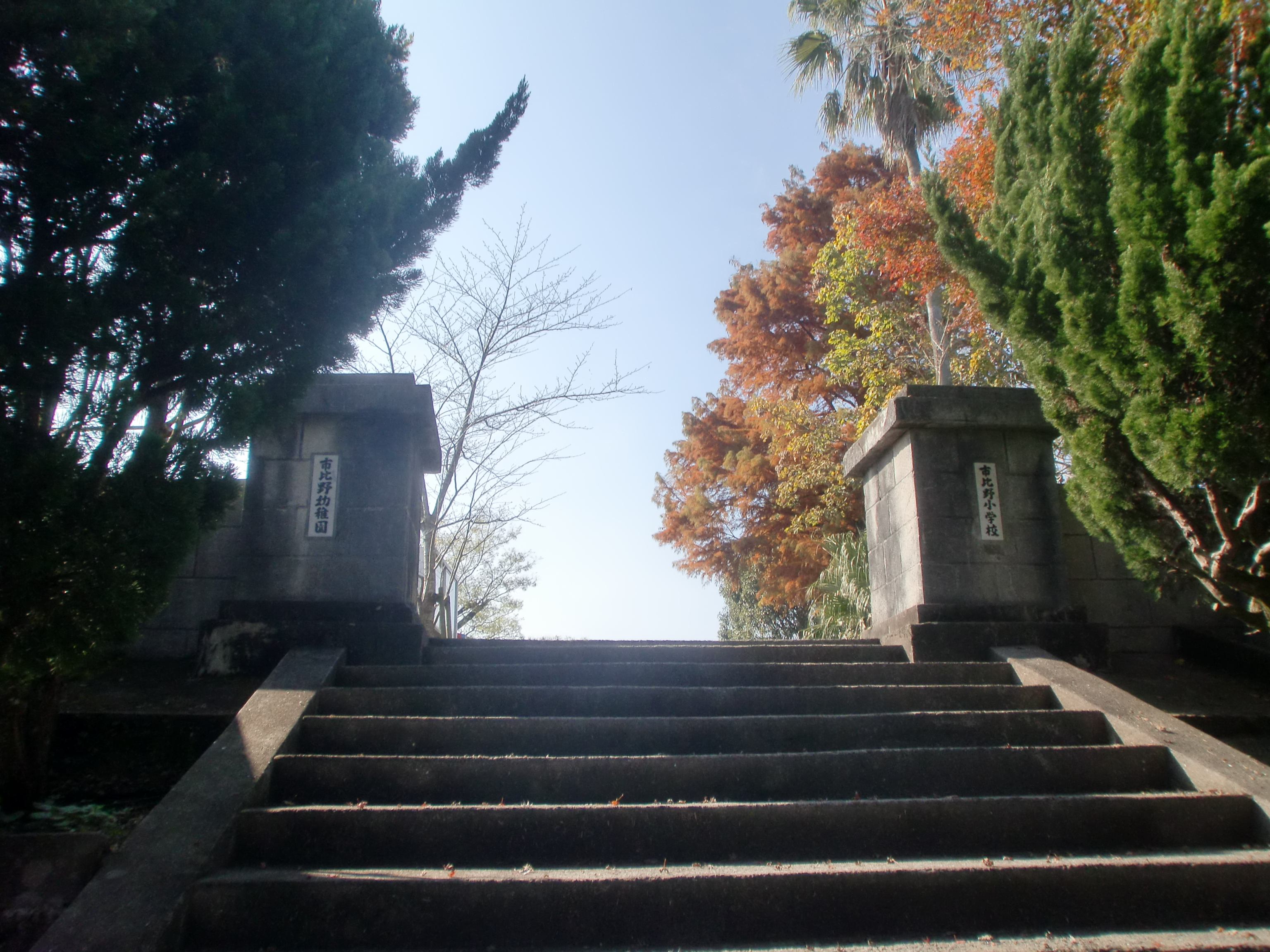
薩摩川内市立市比野小学校

#### 市比野小学校
「薩摩川内市立市比野小学校」は市比野の中北部にある小学校である。1876年（明治9年）に茅葺小屋を建てて市比野と塔之原河内の児童を収容して教育を始めた。1886年（明治19年）には小学校令が施行され簡易科小学校となり、1889年（明治22年）には諏訪簡易科小学校となり、1892年（明治25年）に尋常小学校となった。1941年（昭和16年）には国民学校となり、1947年（昭和22年）には市比野小学校に改称した。1951年（昭和26年）には校区の一部が隣接する入来町の入来町立大馬越小学校八重分校（のちの入来町立八重小学校、現在は閉校）に転校した。

#### 藤本小学校
「薩摩川内市立藤本小学校」は市比野の南東部の藤本地区にかつて存在した小学校である。1894年（明治27年）に諏訪尋常小学校（現在の薩摩川内市立市比野小学校）の藤本分校として設立され、1900年（明治33年）に藤本尋常小学校として独立した。1941年（昭和16年）には国民学校となった。1947年（昭和22年）には藤本小学校となった。2013年（平成25年）3月に市比野小学校に統合され閉校となった。

#### 野下小学校
「薩摩川内市立野下小学校」は市比野の南西部の野下地区にかつて存在した小学校である。1894年（明治27年）に諏訪尋常小学校（現在の薩摩川内市立市比野小学校）の野下分校として設立され、1901年（明治34年）には野下尋常小学校として独立した。1941年（昭和16年）には国民学校となった。1947年（昭和22年）には野下小学校となった。2011年（平成23年）3月に市比野小学校に統合され閉校となった。

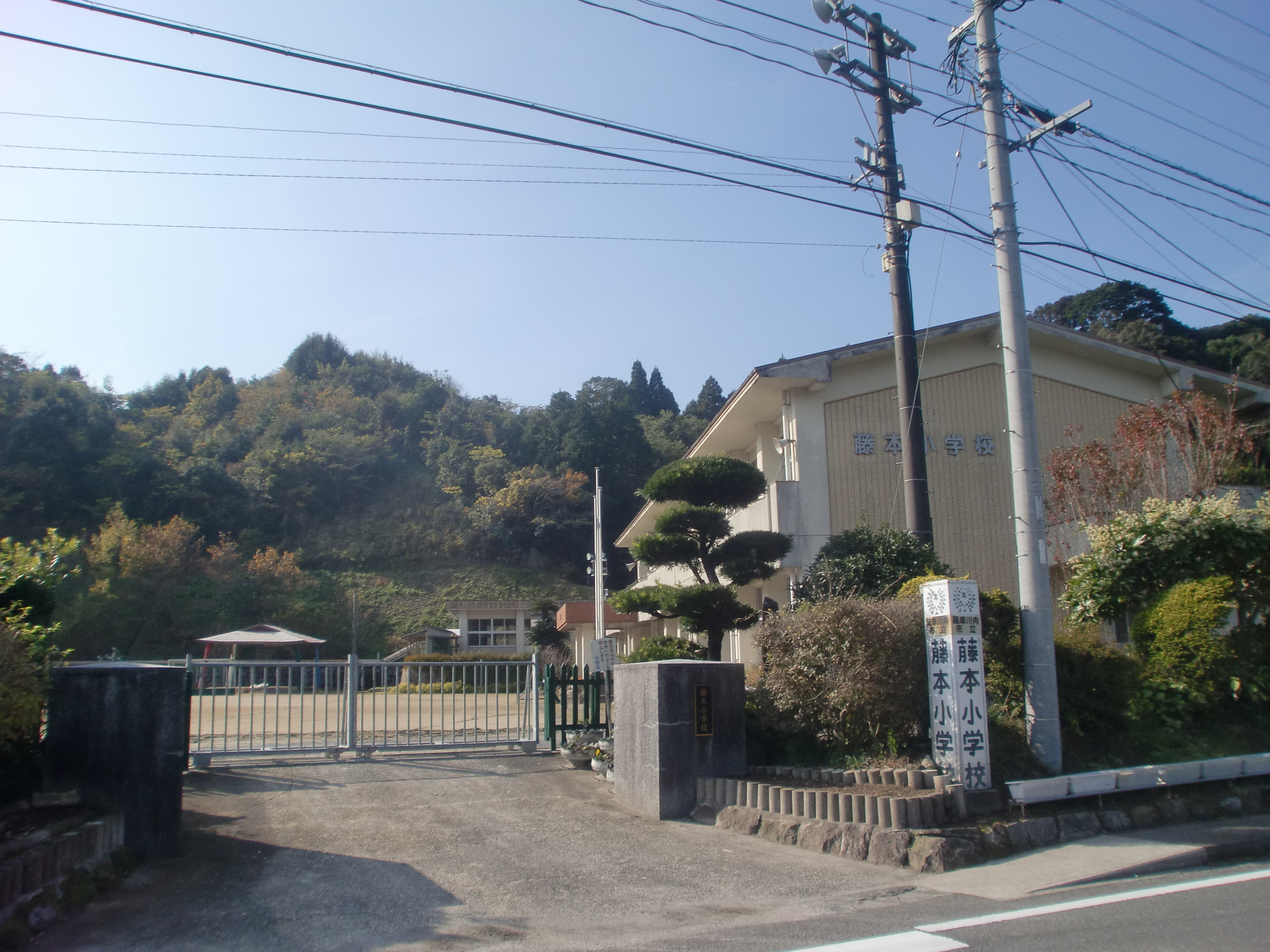
薩摩川内市立藤本小学校跡
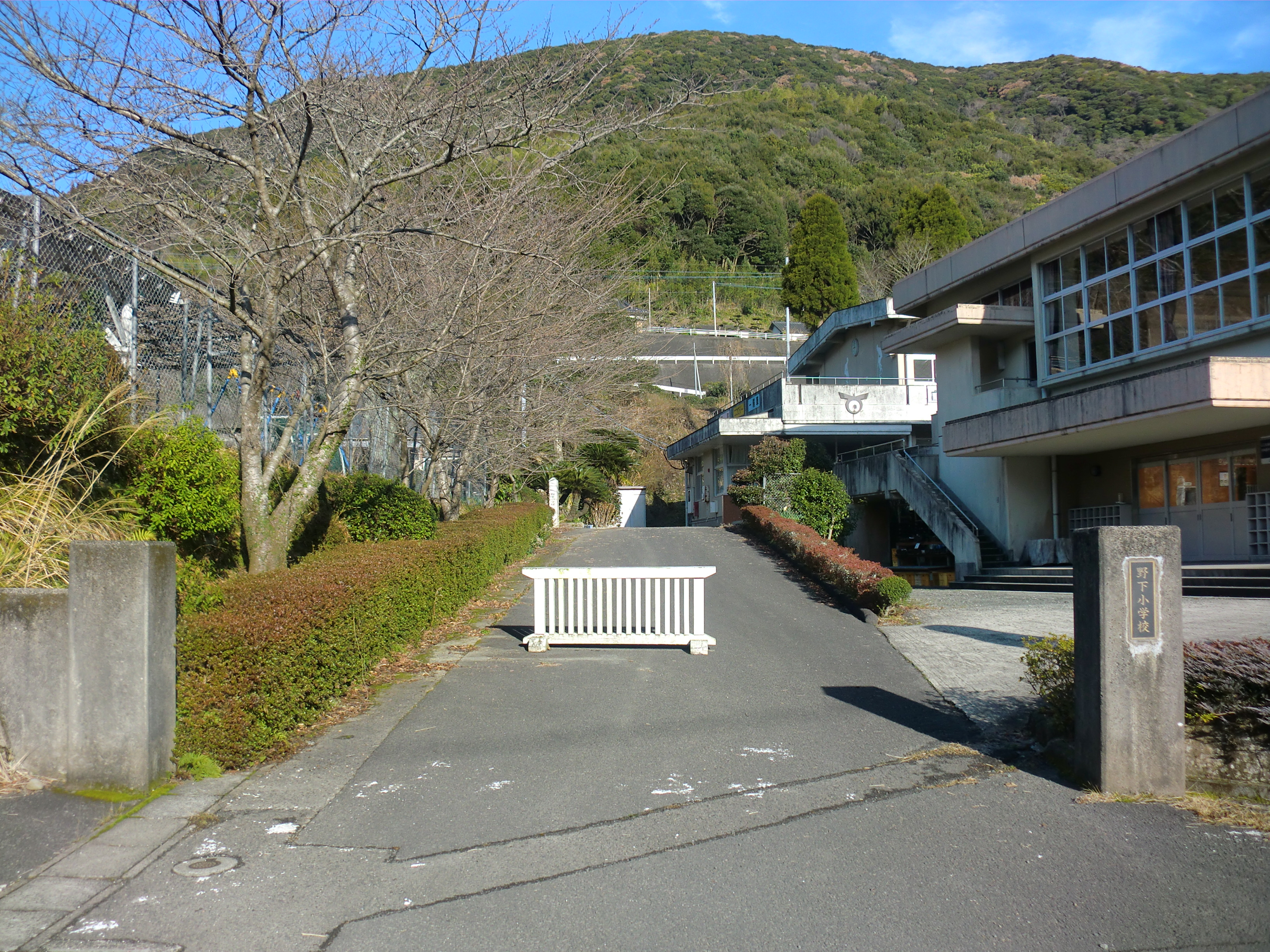
薩摩川内市立野下小学校跡

### 小・中学校の学区
市立小・中学校に通う場合、学区（校区）は以下の通りとなる。
| 大字         | 番地 | 小学校                   | 中学校                 |
| ------------ | ---- | ------------------------ | ---------------------- |
| 樋脇町市比野 | 全域 | 薩摩川内市立市比野小学校 | 薩摩川内市立樋脇中学校 |

## 交通

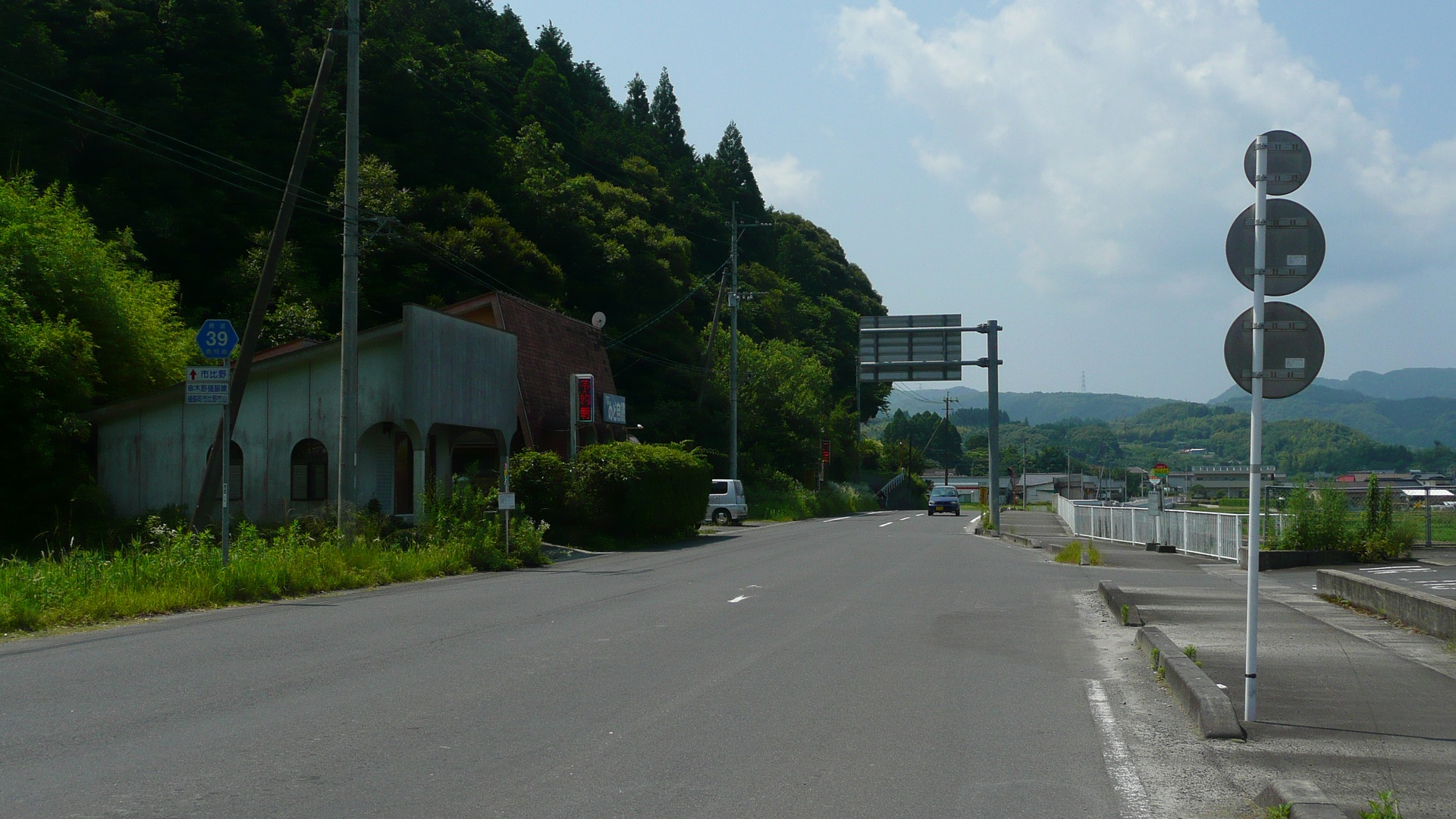
鹿児島県道39号串木野樋脇線

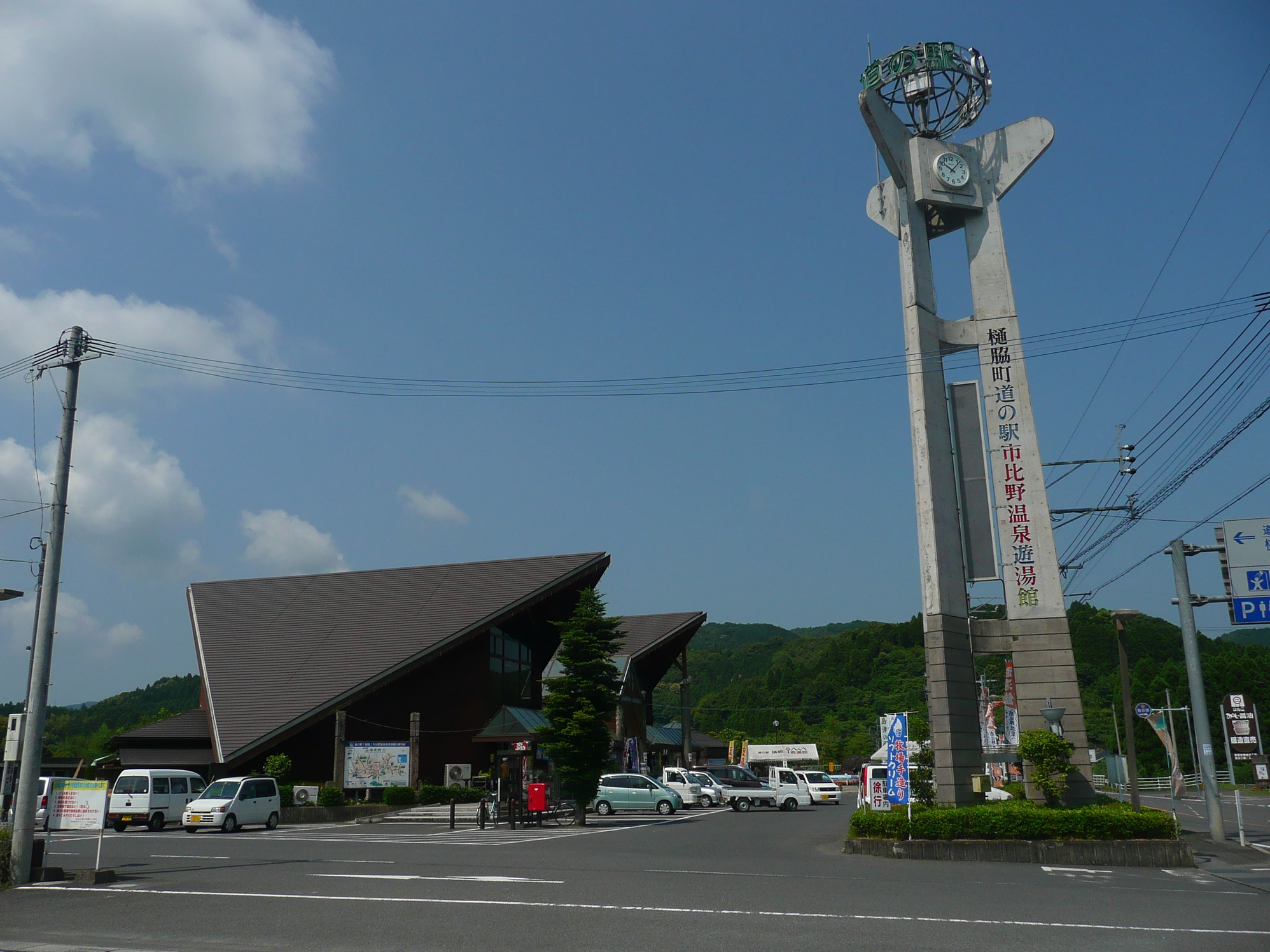
道の駅樋脇

字域の中央を鹿児島県道36号川内郡山線は鹿児島市方面から南北に通り途中で進路を西方に換え薩摩川内市街方面に向かい、鹿児島県道39号串木野樋脇線はいちき串木野市街方面から字域の中央を南北に通り、北部で鹿児島県道42号と接続し終点となっている。北部には鹿児島県道42号川内加治木線が通り鹿児島空港と薩摩川内市街を結んでおり、字域の北部に道の駅樋脇が所在している。

### 道路
主要地方道
- 鹿児島県道36号川内郡山線
- 鹿児島県道39号串木野樋脇線
- 鹿児島県道42号川内加治木線

一般県道
- 鹿児島県道304号仙名伊集院線
- 鹿児島県道335号市比野東郷線

道の駅
- 道の駅樋脇

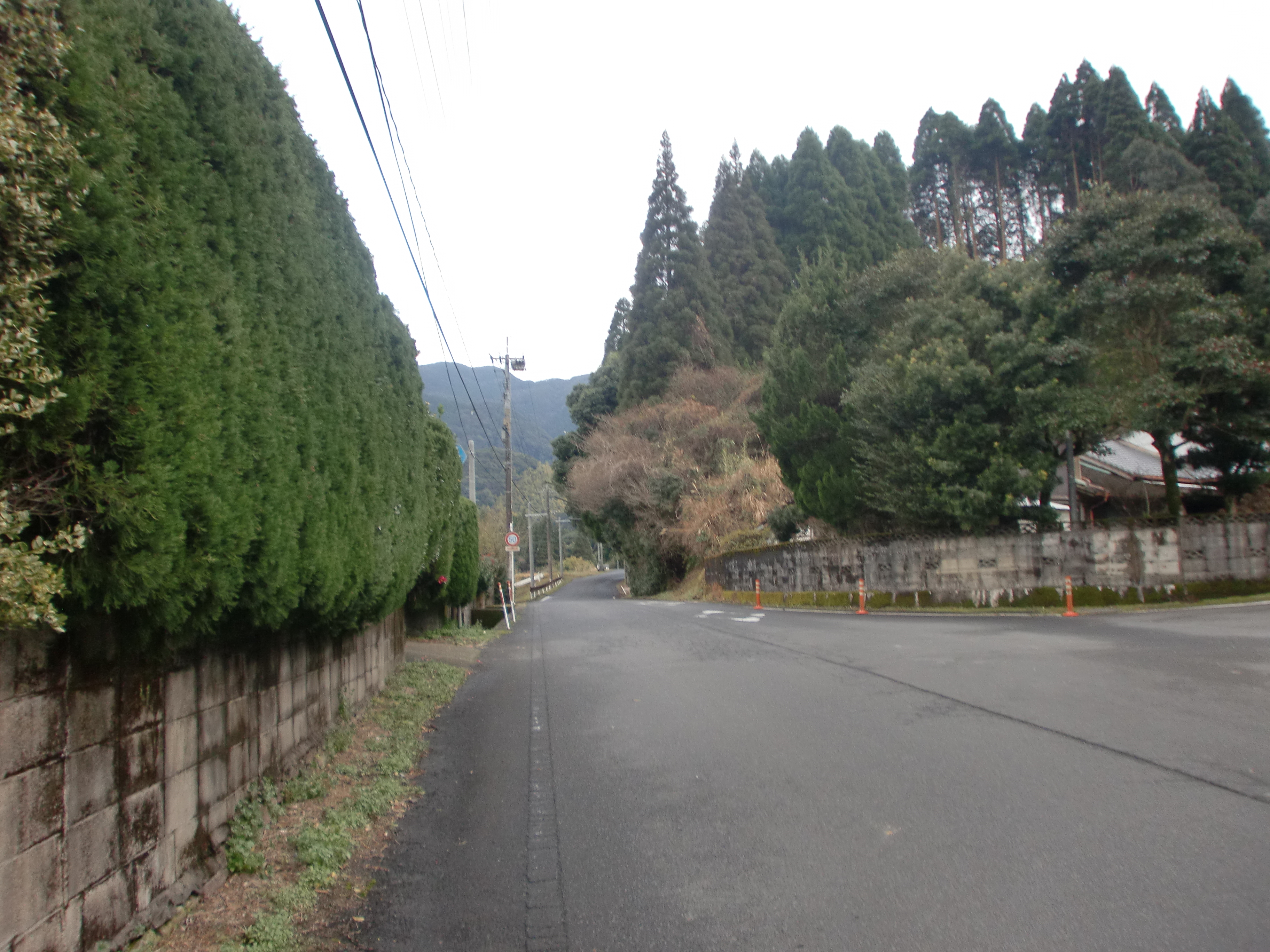
県道36号川内郡山線（郡山方面）
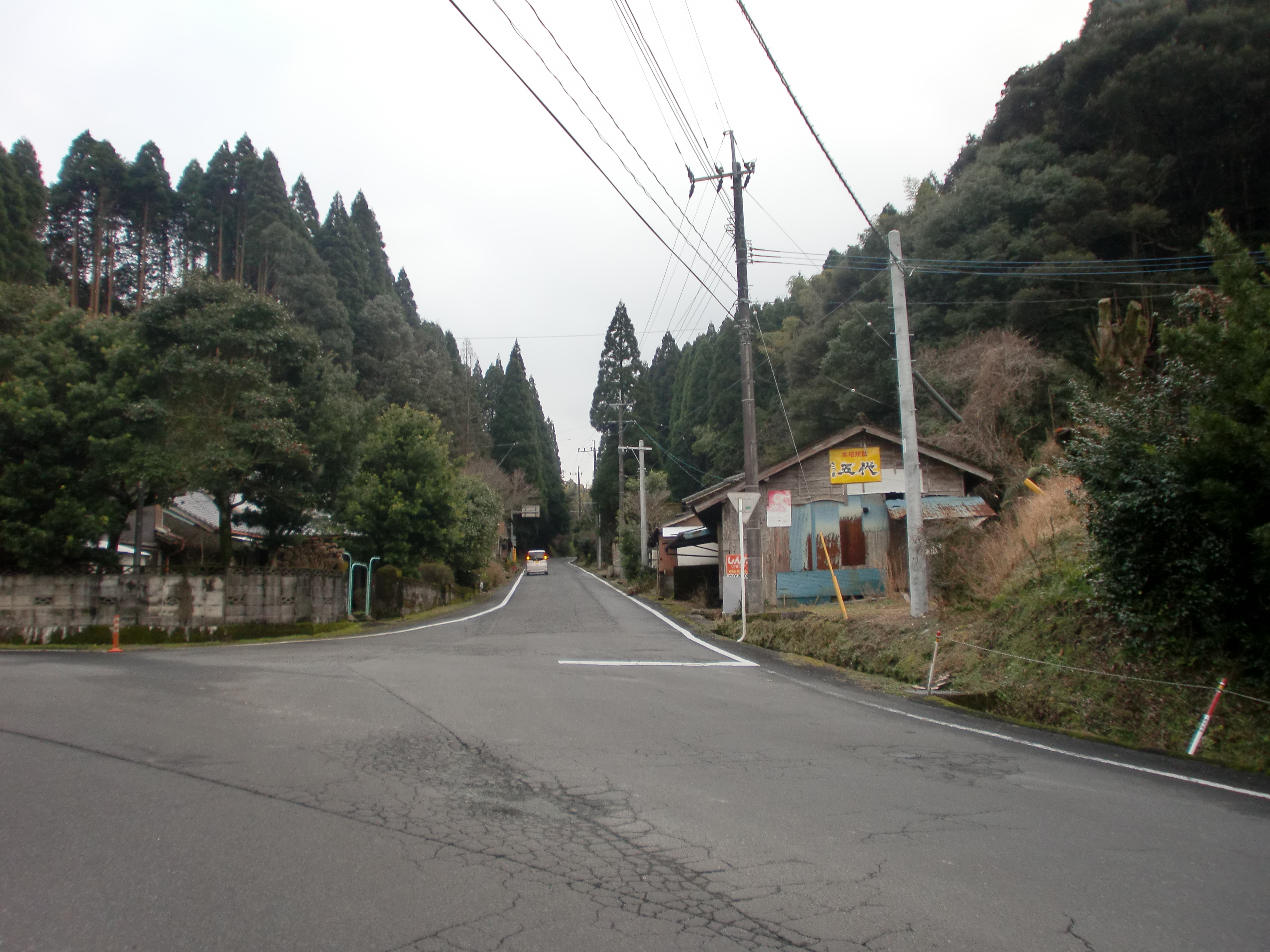
県道304号仙名伊集院線（伊集院方面）

### バス
- 南国交通・鹿児島交通共同運行
  - 空港シャトルバス
グリーンヒル前[88]
- 南国交通
  - 市比野～山田馬場～川内駅
上山中 - 上手峠 - 上手 - 上手三文字 - 諏訪下 - 城の下 - 和田 - 指月ハイツ入口 - 上の湯 - 市比野[89]
- 鹿児島交通
  - 40,41 上川内～入来鉄道記念館前
グリーンヒル前 - 丸山入口 - 竹山 - 市比野 - グリーンランド前
- 薩摩川内市コミュニティバス
  - 市内横断シャトルバス 2:樋脇・入来コース
遊湯館